# Французька філософія
Французька філософія — узагальнена назва філософії мислителів, філософських течій, напрямів від часів пізньої античності до сьогодення територіально та культурно пов'язаних із Францією.

## Історія

### Період патристики (предтечі французької філософії)
Початки французької філософії сягають IV ст. н. е. та розвиваються у рамках ранньої патристики.
Одним з перших отців церкви, пов'язаних із територією Франції, був Іларій Піктавійський (бл. 315—367) християнський святий, єпископ і Вчитель Церкви, видатний теолог Заходу. Він розвивав креаціоністське вчення про походження душ.
Відомим богословом періоду ранньої церкви був Клод Мамерт або Claudianus Mamertus (помер у 473 році) — філософ, теолог, брат єпископа Св. Мамерта. У своїй праці «Про стан душі» Клод Мамерт підкреслював безтілесність душі. Його творчість відносять до предтеч схоластики, випереджаючи системи Росцеліна та Абеляра

### Період схоластики

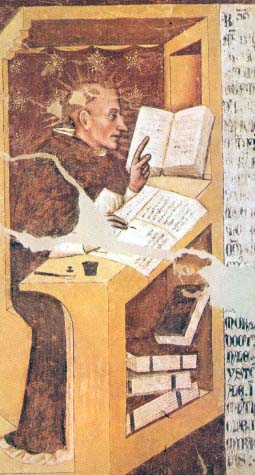
Вінцент з Бове за працею над «Великим дзеркалом»

За часів Карла Великого французька філософія розвивалась в придворній школі Тура, особливо коли там працював Алкуїн. Традиції Тура були продовженні в філософії послідовника Цицерона Серватуса Лупуса (805–862), який досліджував відносини між Божим промислом та свободою, між тілом та душею, а також в логіці Герикуса із Оксера (бл. 841–908) — французького бенедиктинського теолога.
Шартрська школа — заснована Фульбертом Шартрським у 990 році в Шартрі. Школа більш повно відкрила Європі класичну античну філософію Платона і Аристотеля. Особливого розквіту Шартрська школа набула у XII ст. У цей час Шартрську школу очолював Бернар із Шартра. У подальшому на основі розвитку ідей Шартрської школи сформувалася ключова проблема схоластики — суперечка між реалізмом та номіналізмом.
Гільйом де Шампо (1068–1121) — французький філософ-містик, богослов, представник крайнього реалізму. Стверджував, що універсалії є абсолютно реальними і кожна з них цілком і повністю перебуває у будь-якому предметі свого класу. Полемізував з Абеляром. Гільйом заснував богословську школу Сен-Віктора в Парижі.
Росцелін (бл. 1050–1120) — французький теолог і філософ, засновник номіналізму. Полемізував з Абеляром. Вважав, що реальним буттям володіють не ідеї (універсалії), а одиничні речі. Діяльність людини з речами потребує їх найменування. Ідеї, універсалії і є імена (nomina) речей.
П'єр Абеляр (1079–1142) — французький філософ, теолог, найяскравіша фігура західно-європейської схоластики. Основні твори: «Так і ні», «Історія моїх лих», «Пізнай самого себе». Учень Росцеліна і Гільйома де Шампо. Абеляр зайняв проміжну позицію між реалізмом та номіналізмом у проблемі універсалій, який отримав назву концептуалізм.
Паралельно в цей час в Парижі розвивалася заснована Гільйомом де Шампо школа Сен-Віктора, найбільшими представниками якої були не тільки французи. У XII ст. великий вплив на філософську думку мали містик Бернард Клервоський і Вільгельм із Т'єррі. (1085–1148).
Один з незалежних, альтернативних офіційній церковній богословській традиції, «пантеїстський» напрямок представляли Амальрік з Бене (пом. бл. 1206) і Давид Діанський (пом. бл. 1209). Останній вчив про вічність та нетварність матерії. Завершенням періоду ранньої схоластики у французькій філософії є енциклопедія «Велике дзеркало (світу)» Вінцента з Бове.
Вінцент з Бове (1190–1264) — французький схоласт, домініканський монах. Його праця «Велике дзеркало (світу)», що складалася з чотирьох частин («Дзеркало науки», «Дзеркало історії», «Дзеркало єства» та «Дзеркало благочестя») є енциклопедією середньовічного знання.

### Новий час (XV–XVIIст.)
Після того, як гуманізм похитнув основи схоластики (яка, однак, ще довго утримувалася у французькій Філософії), в XV ст. з'являється нова філософія, поширювана гуманістами Фабером Стапуленсом (пом. 1537) і Карлом Бовілем (пом. 1553), що перебували під впливом Миколи Кузанського, і філософом Жаном Боденом. Під впливом афористичної манери письма Еразма Ротердамського і Френсіса Бекона розвивається стиль, яким пізніше писали французькі моралісти, що зробили свій внесок у французьку філософію. Серед антисхоластичних мислителів природного або натурфілософського напряму потрібно назвати в першу чергу Марена Мерсенна та П'єра Гассенді.

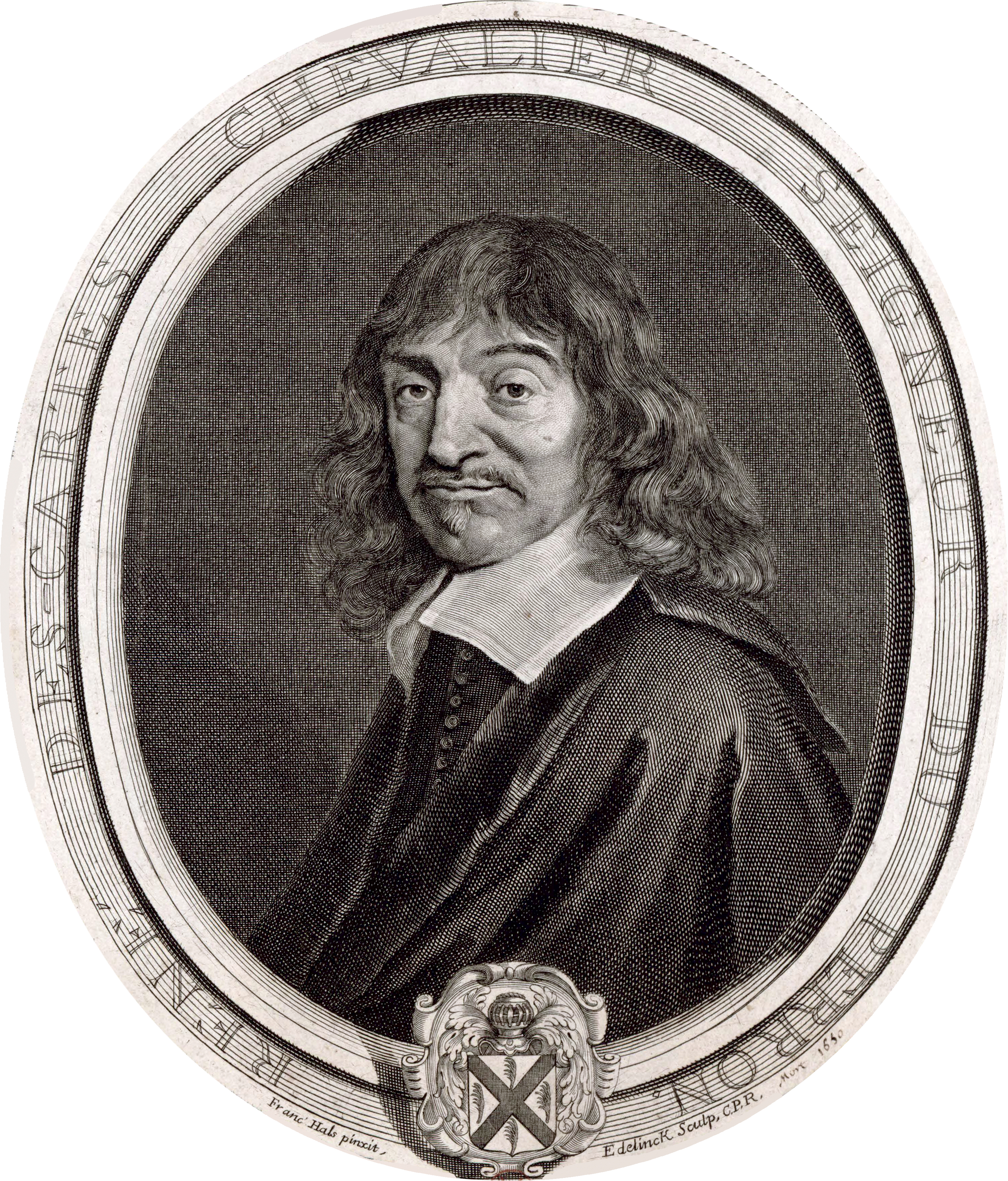
Декарт

Розквіт французької філософії почався з появи першої філософської системи Нового часу — системи Рене Декарта (1596–1650). Найвідоміші його твори: «Правила для керування розумом», «Міркування про метод». Декарт розвиває вчення про метод в чотирьох правилах:
1. Не приймати нічого на віру;
2. Розділяти проблему на стільки частин, на скільки це можливо;
3. Розташовувати свої думки від простих до найбільш важких для пізнання;
4. На кожному етапі робити певні огляди, щоб бути впевненим що нічого не пропущено.

Основні методологічні процедури Декарта — декартівський сумнів «Мислю, отже існую» (лат. Cogito, ergo sum) та раціональна дедукція. Ця система стала предметом дискусій в Європі, а у Франції з'явилися її численні видозміни.

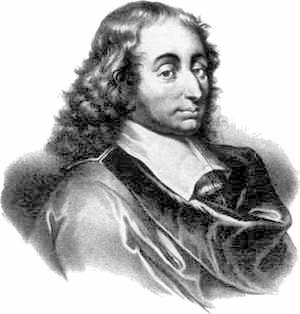
Блез Паскаль

Видатний французький філософ, письменник, фізик, математик Блез Паскаль (1623–1662) продовжує лінію раціоналізму у Франції. Він представив французький тип мислення в шляхетній формі. Він виступав за створення нової науки проти схоластики та використовував математичний метод, як найдосконаліший метод. Писав про логіку і доводи серця, тим самим передбачаючи ірраціоналістичну тенденцію в філософії.
Соціальна та політична проблематика у французькій філософії цього часу представлена Жаном Боденом (1530–1596) французьким філософом та юристом. Він розробив оригінальну теорію абсолютизму, був теоретиком історії як науки. Головна праця «Шість книг про республіку» (1576).
Мішель Монтень (1533–1592) — мораліст, скептик і стоїк за світоглядними переконаннями. Був радником парламенту в м. Бордо, пізніше король призначив його мером Бордо. Основна ознака філософії Монтеня — її світська, земна спрямованість. Вся дослідницька діяльність Монтеня була спрямована на виконання найфундаментальнішого із стародавніх принципів: «Пізнай себе». Створив новий, досконалий за формою спосіб рефлексії, що став зразком для французької філософії. Монтенєвські «Проби» (інший варіант перекладу «Досвіди») — не є абстрактно-філософським опусом, яких було так багато в епоху Середньовіччя. Загострений психологізм, настирлива зацікавленість власним «я», як і до особистості інших людей в їх повсякденному житті, знайшли свою адекватну форму в монтенєвських есе. Відомий як гострий критик звичаїв свого часу.
П'єр Гассенді (1592–1655) — французький філософ, математик астроном, і механік. Намагався оновити атомізм Демокріта і етику Епікура. Гассенді розробив послідовну систему сенсуалістського вчення про пізнання, яке спирається на формулу: «Немає нічого в розумі, чого раніше не було б в почутті».

### Просвітництво (XVIIIст.)
Францію XVIII ст. характеризують величезна кількість ідейних пошуків, наукових творчих подвигів та ціла низка політичних подій. Під впливом англійської філософії Франція в XVIII ст. стала класичною країною Просвітництва.

#### Французький матеріалізм
У другій половині XVIII століття просвітницький рух набув широкого демократичного розмаху. Стали говорити про появу у Франції цілої «партії філософів» — передових мислителів, вчених і письменників, які згуртувалися навколо видання «Енциклопедії», головним редактором та організатором якої був Дені Дідро. «Енциклопедія» — перший твір, що систематизував наукове знання того часу, не лише доступ до знань, це структуроване й упорядковане знання. У виданні брали участь французькі мислителі просвітники Д'Аламбер, Монтеск'є, Вольтер, Руссо та ін. Енциклопедисти прагнули створити коло освічених людей, які мали б між собою розвивати нові форми суспільного життя.
Провідна роль у цій «партії філософів», поряд з Дідро, належала Гельвецію, Гольбаху, а також Ламетрі. Вони створили досить розвинену форму матеріалізму, що зробила вплив на наступні покоління філософів і філософські школи.

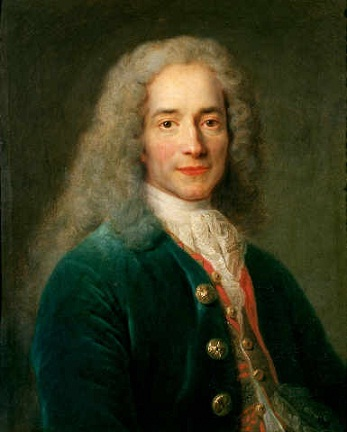
Вольтер

Традиційно виділяють дві форми французького матеріалізму:
ранню деїстичну (Вольтер, Монтеск'є, Кондільяк, Руссо, Кондорсе)
атеїстичну (Мельє, Ламетрі, Дідро, Гельвецій, Гольбах).
В деїстичній формі поєднуються матеріалістичні та антиклерикальні ідеї французької філософії з досягненнями англійської філософії та природознавства. В цілому деїстичний матеріалізм — яскраве вираження механіцизму та метафізичності. Деїсти не могли повністю порвати з релігією, але їх войовничий антиклерикалізм об'єктивно сприяв підриву релігійного світогляду та появи атеїстичного матеріалізму.
Вольтер (1694–1778) — французький філософ просвітитель, вчений, публіцист. Прихильник концепції суспільної угоди. Головні філософські праці «Філософські листи», «Трактат про метафізику», «Філософський словник», «Кандід» та інші. Невтомний і нещадний ворог церкви, Вольтер був разом з тим ворогом атеїзму. Вольтер викривав церкву як захисницю привілеїв панівного класу, оплот фанатизму і нетерпимості, ворога науки і освіти.
Шарль-Луї де Монтеск'є (1689–1755) — французький правник, філософ, письменник і політичний мислитель. Написав твір «Про дух законів» (1748), що справив величезний вплив на політичну думку в Європі та Америці. Є одним з авторів теорії розподілу влади в державі. В «Перських листах» критикував абсолютизм та марновірство.
Етьєн Бонно де Кондільяк (1715–1780) — абат, французький філософ. Відомий представник сенсуалізму. Вплинув на англійський емпіризм. Основні твори «Досвід про походження знань людей», «Трактат про системи», «Трактат про відчуття».
Жан-Жак Руссо (1712–1778) французький мислитель. Став відомим завдяки трактату «Про причини нерівності», книгам «Юлія, або Нова Елоїза», «Про суспільний договір».
Атеїстичний матеріалізм
Дені Дідро (1713–1784) французький філософ. В праці «Філософські думки» (1741) мислитель остаточно пориває з християнством і переходить на позиції деїзму, пронизаного матеріалістичними ідеями. Найважливіші філософські праці — «Розмова д'Аламбера з Дідро», «Філософські принципи матерії і руху». Основна заслуга Дідро — керівництво виданням «Енциклопедії».
Жюльєн Офре Ламетрі (1709–1751) — французький філософ. Проголошує матеріалізм найправильнішим філософським напрямом, ворожим спіритуалізму і релігії. В роботі «Людина-машина» (1747) людину зводив до машини, подібної до часового механізму.
Поль-Анрі Гольбах (1723–1789) французький філософ, за походженням німецький барон. Підсумовує важливіші онтологічні проблеми — матерії і руху, простору і часу, причинності і випадковості, необхідності тощо. Його будинок став своєрідною штаб-квартирою відомих французьких просвітителів. Основна праця — «Система природи» отримала назву «Кодекс матеріалізму і атеїзму XVIII ст.» Гольбах вважав, що лише «незнання природи породило богів», тоді пізнання природи «повинно їх знищити».
Ці ідеї в тій чи іншій мірі вплинули на Велику Французьку революцію(1789 р.).

### XIXст.

Анрі Бергсон

XIX століття для Франції характерне інтенсивним та гранично гострим характером історичних перипетій. Це наклало найсильніший відбиток на все ідеологічне життя країни, в тому числі і на філософію. Філософія в цей час знаходилась під контролем держави. Майже всі французькі філософи XIX ст. — це державні службовці, які працювали викладачами в середніх та вищих навчальних закладах.
Соціальний утопізм
Значна кількість положень французьких матеріалістів стала основою французького утопічного соціалізму.
Клод Анрі де Сен-Сімон (1760–1825) — найвідомішим з утопічних соціалістів Франції, філософ, соціолог, засновник школи утопічного соціалізму. Анрі Сен-Сімон відомий своїм висловом «Кожному по його здібностям, кожному — за його працею». Принцип ідеології утопічного соціалізму — рівність, свобода і прогрес, а також любов людини до людини. Основні твори: «Про промислову систему» (1822), «Катехізис промисловців» (1824), «Нове християнство» (1825).
Марі Шарль Фур'є (1772–1837) — французький філософ, соціаліст, соціолог, автор терміна фемінізм. Свої соціалістичні погляди, філософ виклав у анонімній брошурі «Про торговельне шахрайство» (1807), у книгах «Теорія чотирьох рухів і всезагальних доль» (1808), «Теорія всесвітньої єдності» (1822), «Новий промисловий і громадянський мир» (1829). Основним змістом праць Фур'є була ідея соціальної гармонії, можливої лише в суспільстві, побудованому на засадах справедливості й рівності.
Позитивізм
В XIX ст. французька філософія поступово переходить до позитивізму, філософського напряму, початок якому було покладено Огюстом Контом. Позитивізм — установка, відповідно до якої все істинне знання може бути отримане як результат суто наукового (не філософського) пізнання. Філософія зливалась з технікою та наукою, втративши метафізику. На думку Конта позитивна філософія є вершиною розвитку наук, таким чином, «виступаючи наукою про науки».
|                                      | Savoir pour prevoir, prevoir pour prevenir (Знати, щоб передбачити, передбачити, щоб уникати) |
| — Огюст Конт, девіз позитивної науки |                                                                                               |

Конт (1798–1857) французький філософ і соціолог, учень Анрі Сен-Сімона. За Контом, ні наука, ні філософія не можуть і не повинні ставити питання про причини явищ, а тільки про те, як вони відбуваються. У зв'язку з цим наука пізнає не сутності, а лише феномени. Головна праця Конта — шеститомний труд «Курс позитивної філософії» (1830–1854). Стрижень його системи — закон трьох стадій розвитку окремої людини, суспільства та людства:
Перша стадія — теологічна (релігійна) — панування релігійно-міфологічної свідомості.
Друга — метафізична (філософська) — панування філософів, коли людина намагається зрозуміти першопричини і сутності, але природні явища пояснює абстрактними причинами, ідеями і силами.
Третя, найвища стадія розвитку — наукова (позитивна). Тільки в ній людина отримує достовірне, точне, знання про світ, яке можна перевірити, в основі якого лежить позитивний метод.
Філософія життя
Наприкінці XIX–XX ст. оформлюється філософський напрямок філософія життя, яка розглядає все існуюче як прояв життя, початкової реальності, яка не тотожна ні духу, ні матерії і може бути досягнена лише інтуїтивно. У Франції філософія життя представлена Анрі Бергсоном
Анрі Бергсон (1859–1941) — французький філософ, лауреат Нобелівської премії з літератури (1927). Основні твори: «Сміх», «Творча еволюція», «Вступ до метафізики». «Теорія еволюції» — один з самих глибоких та оригінальних внесків до філософського вивчення теорії еволюції. Бергсон намагається доказати неспроможність природно-наукового розуміння руху, становлення, життя і, в особливості, часу. Бергсон затверджує життя як істинну і початкову реальність. На думку Бергсона сутність життя можна осягнути тільки за допомогою інтуїції. В центрі філософії Бергсона проблема творчості. Людина — творча істота, оскільки через неї проходить шлях «життєвого пориву».

### XXст.
Структуралізм
Структуралізм бере початок з роботи французького антрополога, філософа і соціолога Клода Леві-Строса (1908–2009) «Структурна антропологія» (1958). Клод Леві-Строс вважає, що в основі кожного інституту, кожного звичаю або міфу лежить підсвідома структура, яку має сенс розкрити, тому що в ній проявляється форма активності людського духу взагалі.
Представником французького постструктуралізму вважають Ролана Барта (1915–1980). Ролан Барт займався проблемами семіотики, мови та місце міфу у сучасному світі. Він вважав, що культура може бути досліджена як мова. А мова в свою чергу — структура.
Мішеля Фуко (1926–1984) також відносять до постструктуралізму. Праці «Слова і речі», «По чому розпізнають структуралізм» присвячені структуралізму і його методу.
Герменевтика
Герменевтика — напрям наукової діяльності, пов'язаний з дослідженням, поясненням, тлумаченням філологічних, філософських, історичних і релігійних текстів. Положення філософської герменевтики сформулювали Ганс-Ґеорг Ґадамер, Ф. Шлейєрмахер, Поль Рікер, Е. Корет.
Поль Рікер (1913–2005) французький філософ, один з провідних представників філософської герменевтики. Основні праці: «Історія та істини», «Кант і Гуссерль», «Школа феноменології», «Право і справедливість». Рікер відомий як фундатор прогресивно-регресивного методу пізнання, що дозволяє осмислити явище у єдності трьох часових вимірів: минулого, сучасного і майбутнього.
Феноменологія
Феноменологія — напрям філософії XX століття, засновником якого є німецький філософ Едмунд Гуссерль. Це не замкнута філософська школа, а широкий філософський рух, у якому вже в ранній період виникають тенденції, що не зводяться до філософії Гуссерля.
У Франції феноменологія розглядається як радикальне картезіанство, яке відкинуло субстанціальний дуалізм, щоб краще зрозуміти трансцендентальну свідомість. Феноменологія відіграла велику роль в екзистенціалізмі і вплинула на думки багатьох постмодерністських філософів, таких як Жиль Дельоз і Жак Дерріда, який фактично почав свою кар'єру з глибокого критичного дослідження Едмунда Гуссерля.
Емануель Левінас (1906–1995) французький філософ. Перша робота Левінаса «Теорія інтуїції у феноменології Гуссерля» (1930) стала першою фундаментальною інтерпретацією феноменології Гуссерля французькою мовою. У центрі уваги Левінаса — етична проблематика.
Моріс Мерло-Понті (1908–1961) французький філософ, один з чільних представників феноменології і прихильник екзистенціалізму. Основні праці: «Феноменологія сприйняття», «Структура поведінки», «Науки про людиину і феноменологія». Працював над неопублікованими роботами Едмунда Гуссерля. У той час він прийшов до висновку, що інтенція у Гуссерля, що є проживанням акту споглядання — це характеристика не тільки свідомості людини, але й усього людського ставлення до світу.
Постмодернізм
Постмодернізм — термін для позначення постнекласичного типу філософствування другої половини XX століття. Для нього характерне змістовно-аксіологічне дистанціювання не тільки від класичної, а і від некласичної традицій, конституювання себе як пост-сучасна, тобто постнекласична філософія.
Сучасний французький філософ П´єр Бурд'є дає таку характеристику постмодернізму: «Показово, що у Франції про постмодернізм говорять дуже мало, у той час як автори-постмодерністи, головним чином, французи. Створюється враження, що французи просто роблять щось, самі того не розуміючи, і в тому числі постмодерністське …»
Видатні представники постмодернізму серед французьких філософів: Дерріда, Делез, Гваттарі, Ліотар.
Розвиток ідей постмодернізму обумовлено дослідженнями представників постструктуралізму, який часто трактують як власне постмодернізм. Жан Дерріда — основоположник деконструктивізму, провідний теоретик даного напрямку. Способом подолання кризової ситуації у філософії він вважає запропонований ним метод реконструкції. Виклад основ нового методу міститься в його знаменитій книзі «Про граматології» (1967).
Французькі філософи постмодерністи Делез і Гваттари запровадили у філософський лексикон терміни «ризома», «шизоаналіз», «тіло без органів», у співавторстві написали відомий трактат «Анти-Едип. Капіталізм і шизофренія» (1972).
Жан-Франсуа Ліотар (1924–1998) французький філософ, теоретик «нерепрезентативної естетики», засновник концепції «наратології», яка обґрунтовує ситуацію постмодернізму у філософії. Основні твори: «Феноменологія» (1954), «Стан постмодерну» (1979), «Склеп ітеллігенції» (1984). Визначив поняття Постмодерн як кризу метасценаріїв (великих проектів).
Філософія існування

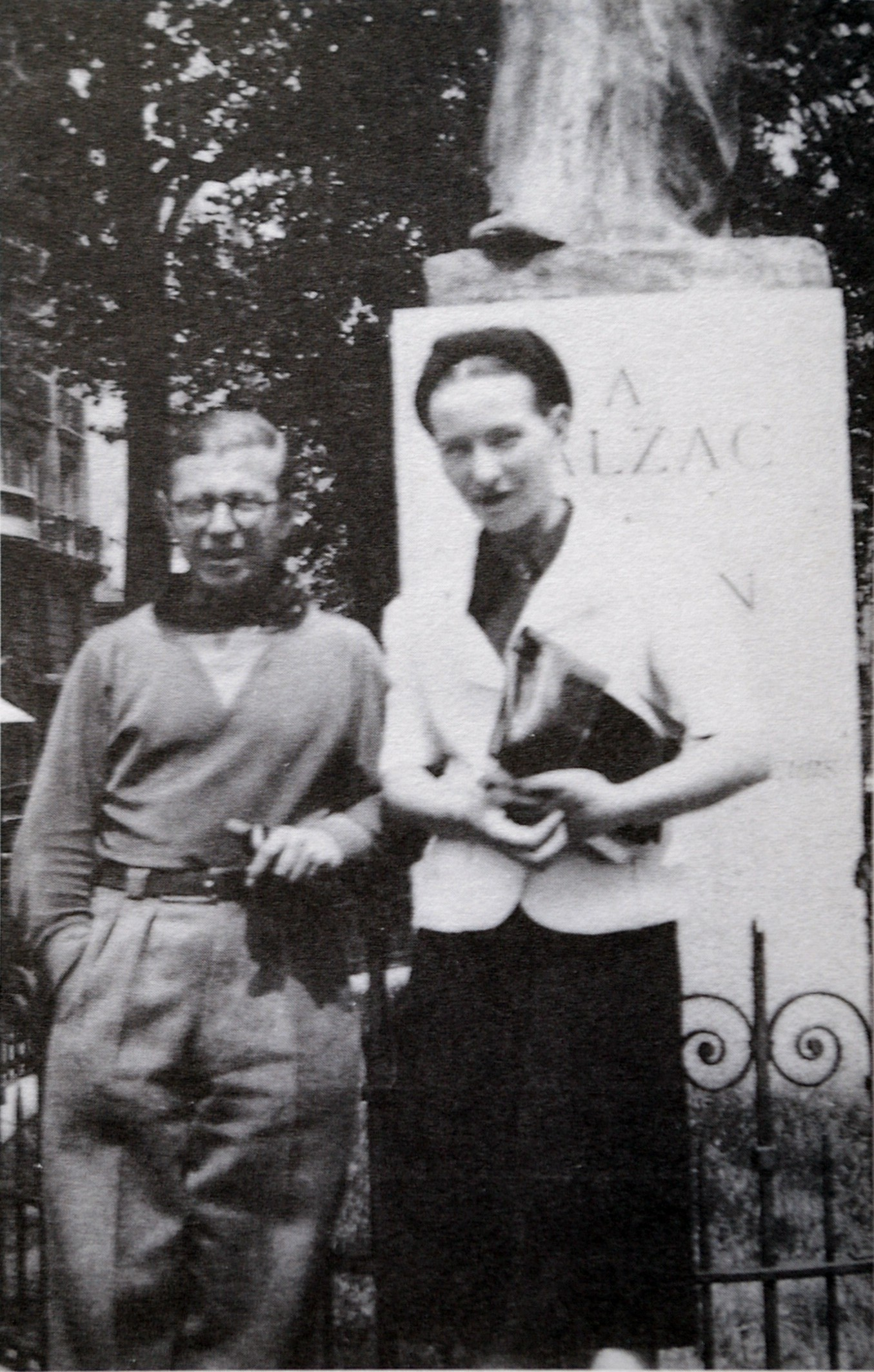
Сімона де Бовуар разом із Сартром біля пам'ятника Бальзаку

В першій половині XX століття починає формуватися екзистенціалізм, або філософія існування — один з найпопулярніших та впливових напрямків суспільної думки. Французький екзистенціалізм представляють Жан Поль Сартр (1905–1980), Альбер Камю (1913–1960), Ґабріель-Оноре Марсель (1889–1973), Сімона де Бовуар (1908–1986).
Жан-Поль Сартр (1905–1980) французький філософ, драматург, письменник, лауреат Нобелівської премії з літератури (1964), від якої відмовився. Сартр був одним із найвідоміших і найвпливовіших мислителів сучасності. У творах Сартра поєднуються літературні і філософські погляди. Його основна теза у тому, що існування передує сутності. Одним із центральних понять для всієї філософії Сартра є поняття свободи. З поняттям свободи у Сартра пов'язане поняття «відчуження». Основні твори: «Нудота», «Мур», «Буття й ніщо», «Брудними руками».
Сімона де Бовуар (1908–1986) письменниця, філософ, ідеолог фемінізму. У романах Сімони де Бовуар розвиваються екзистенціалістські ідеї. Філософські есе Бовуар «Пирр і Сінеас» (1944), де йдеться обговорення екзистенціальної етики, «Моральна двозначність» (1947). Її твори відрізняються простотою, на відміну від незрозумілого екзистенціального твору «Буття й Ніщо» Сартра.
Альбер Камю (1913–1960) романіст, філософ, публіцист, лауреат Нобелівської премії з літератури 1957 року. Для Камю центральна проблема — виправдання бунтарської свідомості, яка протистоїть «безрозсудному мовчанню світу». У його творах світ знаходить сенс, тільки через бунт, який спрямований на зживання абсурдності світу. Творчість Камю — переживання за людину, яка живе у абсурдний час трагічного надлому часу в історії XX століття.
Марксистська філософія
Французькі марксисти після Другої Світової війни прагнули дати трактування проблем свободи і гуманізму, взаємовідносини теорії і практики, філософії та ідеології з точки зору марксизму.
Луї Альтюссер (1918–1990) французький філософ марксистського напряму, один з теоретиків структуралістського марксизму. Відомий за своїми книгами «За Маркса» та «Читати „Капітал“» (1965), Філософія і спонтанна філософія вчених (1967), «Ленін і філософія» (1969).
Екзистенціальний марксизм — оформився на початку 60-х років у Франції під впливом Жана-Поля Сартра. Екзистенціалісти хотіли розв'язати проблему сутності та існування людини за допомогою реконструкції філософських ідей Маркса.
Жан-Поль Сартр, у книзі «Критика діалектичного розуму», з'єднує матеріалістичне розуміння історії з екзистенціальною тезою про анулювання своєрідності людської авантюри і намагається зрозуміти історію як людську творчість.
Деякий час на позиціях екзистенціального марксизму стояв Моріс Мерло-Понті, — згодом видатний феноменолог. У роботах «Гуманізм і терор» і «Пригоди діалектики» він погоджується з положенням марксизму про об'єктивний характер історії і критикує капіталізм за нехтування ним людської свободи.
Варіанти екзистенціального марксизму були представлені у роботах французьких філософів, що об'єдналися навколо журналів «Соціалізм і боротьба» (К. Касторіадіс, К. Лефор, Ж.-Ф. Ліотар) і «Аргумент» (А. Лефевр, Е. Морен).
Філософія культури
Видатним представником філософія культури був французький філософ, антрополог Люсьєн Леві-Брюль. Він став автором концепції первісного «дологічного» мислення, виступаючи проти визнання одного-єдиного типу мислення, властивого людині в усі епохи та висунув гіпотезу, що тип мислення людини задається колективною свідомістю, що залежать від характеру соціальної організації. Розуміння дологічного мислення первісної людини та його інтерпретація релігії, стала одним з вагомих внесків у французьке та світове релігієзнавство.

#### Релігійна філософія
Найбільш концептуально стійкими та ідеологічно впливовими у західному світі є неотомізм, неоавгустинізм та персоналізм.
Неотомізм
Неотомізм — один з впливових напрямів західно-європейської католицької філософії XX століття в якому філософія Фоми Аквінського проголошується єдиною філософською доктриною. Найзначніші представники неотомізму — французькі філософи Жак Марітен і Етьєн Жільсон, представники так званого «екзистенціального» томізму.
Жак Марітен (1882–1973) своє завдання бачив у інтеграції сучасної філософії з ідеями Фоми Аквінського і вирішення сучасних проблем в християнському руслі.
Етьєн Жільсон (1884–1978) йому належить відкриття оригінальності філософії буття Фоми Аквінського. Ця оригінальність полягає в тому, що в розрізненні сутності та буття. Основні твори «Філософія св. Бонавентури» (1924), «Св. Тома Аквінський» (1925), «Томізм. Введення до філософії св. Фоми Аквінського» (1942).
Неоавгустинізм
Неоавгустинізм — напрям в сучасній католицькій філософії, в якому розвивається філософія Августина та базується на принципах інтуїтивізму.
Неоавгустивізм представлен низкою шкіл:
- Філософія дії

Представник Моріс Блондель (1861–1949) учень Бергсона, його праця «Дія» (1983) зазнала критики з боку офіційного католицизму і була занесена Ватиканом у список заборонених книг: її автору дорікали у раціоналізації християнства, у перетворенні християнського вчення у філософію.
У своїй концепції Блондель намагався примирити Томізм з августиніанством, а також з традицією середньовічної містики.
- Філософія духу

Представник Луї Лавель (1883–1951).
- Християнський екзистенціалізм

Представник Ґабріель-Оноре Марсель (1889–1973) Пориваючи з традицією католицької схоластики, представленої томізмом, Марсель вважає неможливим раціональне обґрунтування релігії. У центрі уваги Марселя стоїть проблема буття, яка переломлена через індивідуальний досвід, існування окремої людини.
Персоналізм
Персоналізм — течія у сучасній релігійній філософії, яка розглядає особу як первинну творчу реальність і найвищу духовну цінність, а світ — як вияв творчої активності верховної особи — Бога. Персоналізм виник наприкінці XIX ст. в США. В 30-х роках XX ст. сформувався французький варіант персоналізму (Е. Муньє, Ж. Лакруа, Ж. Недонсель).
Еммануель Муньє (1905–1950) французький філософ, засновник та голова французького персоналізму. Видавець журналу «Esprit» (з 1932). Основні праці: «Трактат про характер» (1946), «Персоналізм» (1949).
Жан Лакруа (1900–1986) французький філософ, один з провідних представників французького персоналізму. Основні твори: «Марксизм, екзистенціалізм, персоналізм» (1966), «Персоналізм як антидіалог» (1972). Лакруа розглядає персоналізм не як окрему течію в філософії, а як фундаментальний проект справжнього філософського аналізу.
Моріс Густав Недонсель (1905–1976) французький філософ, католицький священик. Головні теми творчості — особистість, спільність людських свідомостей, любов, художня творчість, Бог. Особистість для Недонселя — це справжнє існування, яке ніколи не досягає завершеного стану, воно саме себе створює, творить себе і в цьому сенсі є вільною.

## Особливості французької філософії
У середньовіччі та до кінця XIV ст. французька філософія була провідною в Європі, тому що майже всі видатні філософи вчилися чи викладали, принаймні деякий час, в палацевій школі (Schola Palatina) в Парижі чи Паризькому університеті, заснованому у 1206 році. Французька філософія відома у всьому світі завдяки своєму оригінальному стилю та тематиці. Для неї характерна ясність мислення, майстерне варіювання виразів та вражаючі образи поєднуються з надзвичайною філософською серйозністю та гостротою, тісний зв'язок з суспільним та політичним життям нації. Специфіка французької філософії зумовлена її мовою, яка надає їй поетичність, художність та вишуканість.

### Основна проблематика
Соціальні проблеми.
Пошук місця людини у світі, природі, в суспільстві.
Проблема релігії в житті людини.
Відносини людини з владою.
Формування особистості (виховання).